# Gabor Goitein

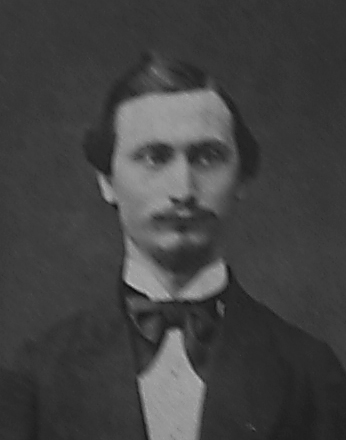
Gabor Goitein, um 1875

Gabor Gedalja (Gabriel) Goitein (* 3. Oktober 1848 in Hőgyész, Komitat Tolna, Königreich Ungarn; † 25. April 1883 in Posen) stammt aus der weitverzweigten Rabbiner- und Gelehrtenfamilie Goitein und war ein ungarisch-deutscher Rabbiner der Israelitischen Religionsgesellschaft in Karlsruhe, Talmud-Gelehrter und Lehrer.

## Leben
Gabor Goitein (hebräisch גאבור גדליהו גויטיין), Sohn von Zwi Hirsch Goitein und Szoli Sara, geb. Teller, wuchs als Jüngster mit drei Schwestern und drei Brüdern in einem deutschsprachigen Umfeld auf. Das Elternhaus stand direkt gegenüber der Shul, der Synagoge. Die Vorfahren des Vaters stammten aus dem mährischen Kojetín, worauf offenbar auch der Familienname zurückgeht.
Gabor Goiteins Großvater väterlicherseits war Baruch Bendit Goitein (1770–1839), genannt Kessef Nivchar nach seinem Hauptwerk. Dessen Sohn, Gabors Vater, Zwi Hirsch Hermann Goitein, geb. 1805, folgte im Amt des Rabbiners von Hőgyész und war bekannt als Autor von Yedei Moshe.
Im Alter von zehn Jahren wurde Gabor Goitein an die Jeschiwa in Preßburg geschickt, wo er wegen der bescheidenen finanziellen Verhältnisse des Elternhauses als Belfer zum eigenen Unterhalt beitragen musste. 1860 starb der Vater. Die Nachfolge des Vaters als Rabbiner von Hőgyész trat Gabors Bruder Elijahu Menahem Goitein (1837–1902) an, genannt Rab Berachot nach seinem Werk. Nach seiner Bar Mitzwa wechselte Gabor auf die Jeschiwa in Eisenstadt, die von Esriel Hildesheimer geleitet wurde. Entscheidend war, dass sich Hildesheimer im Sinne von Samson Raphael Hirsch für die Verbindung von Torastudium mit weltlichen Fächern einsetzte. Für den jungen Mann bedeutete dies einen akademischen Studienabschluss neben der Rabbinatsprüfung.
Zur Gründung des orthodoxen Rabbinerseminars begleitete Gabor Goitein seinen Lehrer Hildesheimer nach Berlin. Goiteins einzige heute nachweisbare Veröffentlichung war seine an der Universität Tübingen angenommene Dissertation über den Gelehrten Hillel. Nach kurzer Tätigkeit als Lehrer an der Religionsschule der Israelitischen Synagogen-Gemeinde Adass Jisroel zu Berlin trat er 1874 seine erste Rabbinatsstelle in Aurich an.
Gabor Goitein heiratete die Volksschullehrerin Henriette Ida (Jetta) geb. Löwenfeld, geboren 1848 in Posen, Schwester von Raphael Löwenfeld, Tochter von Viktor Löwenfeld und Henriette geb. Zadek.
Sechs Kinder gingen aus der Ehe hervor:
- Gertrud (Gittel) Unna-Goitein (1876–1954), Ehefrau des Mannheimer Rabbiners Isak Unna
- Emma Dessau-Goitein (1877–1968), Malerin und Grafikerin
- Hermann (1879–1882)
- Rahel Straus-Goitein (1880–1963)
- Benedikt (Beni), geboren 1881, gestorben im Alter von 1/2 Jahr
- Ernst Elijah (1882–1915), gefallen als Leutnant im Ersten Weltkrieg[3]

1876 wurde Gabor Goitein als Nachfolger von Heinrich Herz Ehrmann auf die Rabbinerstelle der Israelitischen Religionsgesellschaft (Adass Jeschurun) in Karlsruhe berufen. Knapp sieben Jahre prägte er damit die dortige Austrittsgemeinde als Prediger, Religionslehrer, Ratgeber und Dajan. In seine Amtszeit fiel der Bau einer eigenen Synagoge in der Karl-Friedrich-Straße 16.
Bei einem Besuch im Hause der Schwiegereltern in Posen starb Rabbiner Goitein völlig unerwartet. Er wurde auf dem Neuen Friedhof der Israelitischen Religionsgesellschaft in Karlsruhe begraben. Sein Amtsnachfolger, Sinai Schiffer, widmete ihm zur Aufstellung des Grabsteins 1884 eine gedruckte Hesped-Rede. Rabbiner Goiteins Frau Ida überlebte ihn um fast ein halbes Jahrhundert und starb 1931 in Mannheim.

## Werk
- Leben und Wirken des Hillel Haseken, Berlin 1874; ebenfalls erschienen als: Das Leben und Wirken des Patriarchen Hillel. In: Magazin für die Wissenschaft des Judenthums, 11, 1884, S. 1–16 und 49–87 (= Phil. Diss. Tübingen 1873).